# سابا بالوج
سابا بالوج (بالمجرية: Balog Csaba)‏ هو لاعب كرة قدم مجري، ولد في 24 أكتوبر 1972 في زالاجيرسيج في المجر. لعب مع زالايغيرزيغي تورنا إغيليت.

## وصلات خارجية
- سابا بالوج على موقع اتحاد المجر (الهنغارية)
- سابا بالوج على موقع قاعدة بيانات كرة القدم.إي يو (الإنجليزية)